# Bergbeekeend
De bergbeekeend of riviereend (Merganetta armata) is een eend uit de familie van de Anatidae. Het is de enige soort in het geslacht Merganetta.

## Kenmerken
De bergbeekeend is iets groter dan een wintertaling, hij heeft een lichaamslengte van 43-46 cm en weegt 315-440 gram. Het lichaam is gestroomlijnd en slank. Het verenkleed van de volwassen bergeend varieert sterk, afhankelijk van de ondersoort. Het mannetje heeft altijd een witte kop met zwarte tekening in de vorm van een oogstreep en een streep over de kop en een rode snavel. De vrouwtjes zijn kleiner, hebben een donkere kop en zijn verder overwegend bruin en hebben ook een rode snavel.

## Leefwijze
De bergbeekeend is een sterke zwemmer die leeft van ongewervelde dieren die in bergbeken voorkomen zoals insectenlarven en slakken. Deze prooien worden duikend en grondelend in snel stromend water bemachtigd.

## Voorkomen en leefgebied
De bergbeekeend komt voor in de Andes in Zuid-Amerika van Colombia tot in het zuiden van Chili. Hij vertoeft er in de buurt van snelstromende bergbeken en -riviertjes en broedt in holten en grotten op een hoogte van tussen de 1200 en 4500 meter boven de zeespiegel, hoe zuidelijker, hoe lager.
De soort telt zes ondersoorten:
- M. a. colombiana: van westelijk Venezuela en noordelijk Colombia tot centraal Ecuador.
- M. a. leucogenis: noordelijk Peru.
- M. a. turneri: zuidelijk Peru en noordelijk Chili.
- M. a. garleppi: noordelijk Bolivia.
- M. a. berlepschi: zuidelijk Bolivia en noordwestelijk Argentinië.
- M. a. armata: westelijk Argentinië en Chili.

## Status
De grootte van de populatie is in 2006 geschat op 13-23 duizend volwassen vogels en er zijn aanwijzingen dat populaties in aantal afnemen. Echter, gezien het grote verspreidingsgebied is er geen aanleiding te veronderstellen dat de soort bedreigd wordt in zijn voortbestaan, daarom staat de bergbeekeend als niet bedreigd op de Rode Lijst van de IUCN.